# Cofena
Koninklijke Concertorganisatie COFENA VZW is een Belgische organisatie die jaarlijks zes klassieke concerten organiseert in de Koningin Elisabethzaal in Antwerpen.

## Geschiedenis
COFENA werd in 1945 opgericht door de Witte Paters van Afrika. COFENA was oorspronkelijk een afkorting voor "COmité voor FEesten ten voordele van Nieuw Afrika", waarbij de concerten dienden als fondsenwerving voor het missionaire werk in Afrika.
In 1996 werd COFENA een vereniging zonder winstoogmerk (VZW), en werd de betekenis van de afkorting veranderd in "COncerten en FEstiviteiten iN Antwerpen". Het secretariaat is sedert 16 januari 2012 gevestigd in het Snijdershuis, Keizerstraat 8 te 2000 Antwerpen.
Sinds haar zestigjarig bestaan in 2005 draagt COFENA de titel "koninklijke concertorganisatie".